# Generationenkonflikt
Als Generationenkonflikt bezeichnet man entweder eine Konfliktsituation in der Jugend mit der eigenen Elterngeneration oder, allgemeiner betrachtet, die Auseinandersetzung zwischen zwei verschiedenen Generationen, die häufig von Vorurteilen gegenüber der anderen Generation geprägt ist.
Zunächst wird mit dem Begriff, der in nahezu allen Kulturen belegbar ist, eine innerfamiliäre, aber in der Gesellschaft verbreitete Auseinandersetzung zwischen Jungen und Alten bezeichnet. Diese ist auch Thema der Entwicklungspsychologie. Oft geht es um Besitz- oder Moralstrukturen, die verteidigt bzw. angegriffen werden. Es gibt zum Beispiel eine Generation „Jugend“, die sich von „den Alten“ nicht respektiert fühlt oder zu diversen Themen eine andere Haltung bzw. Meinung hat, oder auch umgekehrt. In der bürgerlichen Gesellschaft war bis nach dem Zweiten Weltkrieg die Auseinandersetzung um ein Erbe häufig die Hauptursache des Generationenkonflikts. In landwirtschaftlich geprägten Gesellschaften war die Hofübergabe eines der konfliktträchtigsten Themen zwischen Vätern und Söhnen (zum Teil ritualisiert durch eine regional geltende Erbfolge). Die Familienforschung weist jedoch wiederholt darauf hin, dass es zwischen verschiedenen Generationen in einer Familie meistens mehr Verbindendes als Trennendes gibt.

## Gesellschaftlicher Generationenkonflikt
In einem allgemeineren Sinn entstehen Generationenkonflikte durch kulturelle, soziale oder wirtschaftliche Gegensätze zwischen den Generationen im gesellschaftlichen Sinne, also zwischen Altersgruppen. Es geht dabei um strukturell unterschiedliche Konfliktthemen und -formen, die im historischen Kontext betrachtet werden müssen, da sie abhängig sind von den Vorstellungen der jeweiligen Epoche und Gesellschaft. Es gibt zum Beispiel etablierte, ältere Generationen an den Schaltstellen der Macht, die ihre Machtposition behalten wollen. Folglich geraten sie mit der jüngeren, weniger etablierten Generation oder ihren Vertretern in einen Konflikt, wenn ein Generationenwechsel ausbleibt, siehe z. B. die Altersstruktur der großen Volksparteien. Hinzu kommen Werteunterschiede oder Interessensgegensätze zwischen junger und alter Generation; als Beispiel sei der Generationenvertrag genannt, auf dem die gesetzliche Rentenversicherung in Deutschland seit 1957 beruht. Wegen der veränderten Altersstruktur der Bevölkerung zahlen immer weniger versicherungspflichtige Arbeitnehmer Beiträge ein, während die Zahl der Rentenempfänger, die früher selbst Beitragszahler waren, stetig zunimmt. Kritisiert wird dabei, dass der Staat seiner Aufgabe als regulierender Faktor zum Erhalt des sozialen Friedens in einem lange vorhersehbaren Interessenskonflikt nicht nachgekommen sei. Noch grundsätzlicher ist die Kritik, dass durch unzureichende Maßnahmen gegen Klimawandel und Umweltzerstörung die Lebensgrundlage zukünftiger Generationen zerstört werde.
In einer überspitzten Form wird vereinzelt auch vom „Kampf der Generationen“ gesprochen, der durch unüberbrückbare Gegensätze entstehe und bei dem es (es handelt sich um die Form der Fiktion) auch zu massivem Einsatz staatlicher Gewalt gegen Ältere kommt. Dieser Sprachgebrauch wird wiederum als Altersdiskriminierung kritisiert.